# Jonas Brothers
Jonas Brothers er et amerikansk popband. Bandet fik sin popularitet gennem Disneys børnekanal Disney Channel. Bandet består af tre brødre: Kevin Jonas, Joe Jonas og Nick Jonas.
I sommeren 2008 var de med i Disney-filmen Camp Rock. Bandet har udgivet fem albums: It’s About Time, Jonas Brothers,  A Little Bit Longer, Lines, Vines and Trying Times, Happiness Begins og The Album (en). I 2008 blev gruppen nomineret som Bedste Nye Artist ved den 51. Grammyuddeling og vandt prisen som Breakthrough Artist ved American Music Awardså. I 2013 besluttede de sig for at bryde bandet, og gå deres egne veje. I 2019 lavede de et 'comeback' hvor de udgav singlen Sucker, som lå nr. 1 på hitlisterne meget længe. Senere i 2019 udgav de dokumentaren Chassing Happiness, som skildrede deres opvækst, og hvad der var skyld i deres hårde 'break-up'. Umiddelbart herefter udgav de deres første album i 10 år Happiness Begins, som de var på turne med fra august 2019 til februar 2020. 

## Historie

### Nick Jonas: Opdagelse og solo album (1999-2005)
Bandet startede som et soloprojekt for Nick Jonas. Da Nick var syv år gammel, begyndte han at optræde på Broadway. Han har spillet med i flere stykker, heriblandt A Christmas Carol (i 2000 som Tiny Tim og som Scrooge som otteårig), Annie Get Your Gun (i 2001 som Little Jake), Skønheden og Udyret (i 2002 som Chip) og Les Misérables (i 2003 som Gavroche). Efter Les Misérables stoppede, spillede han med i The Sound Of Music (som Kurt) på the Paper Mill Playhouse.
I 2002, mens han spillede med i Skønheden og Udyret, skrev Nick sangen ”Joy To the World (A Christmas Prayer)” sammen med sin far. Med skuespillerne fra Skønheden og Udyret som korsangere optrådte Nick i 2002 med sangen på det årlige Broadway album, Broadway’s Greatest Gifts: Carols for a Cure, Vol. 4, som er et album, der indsamler penge for at finde en kur mod AIDS, i samarbejde med organisationen ”Broadway Care/Equity Fights AIDS”.  I november 2003, modtog INO Records en demo kopi af ”Joy to the World (A Christmas Prayer)”. Selskabet udgav til Christian Radio, hvor den hurtigt blev populær på Record & Radio’s Christian Adult Contemporary Chart. Mens Nick arbejdede på sit solo projekt, gik Joe i hans fodspor til Broadway, hvor han var med i Baz Lurhmanns production af La Bohème. Ifølge Nick var dette også det første år, brødrene begyndte at skrive sange sammen.
I september 2004 hørte en direktør ved Columbia Records Nicks sang. Nick skrev snart kontrakt med både INO Records og Columbia Records og udgav singlen "Dear God". Den anden single, en nyindspilning af ”Joy to the World (A Christmas Prayer)”, blev udgivet 16. november. Det var meningen at de skulle efterfølges af en december udgivelse af et album kaldet Nicholas Jonas, men udgivelsen blev udskudt; det fik dog en begrænset udgivelse. Nick havde sammen med brødrene Kevin og Joe skrevet flere af sangene til albummet.
I starten af 2005 hørte Columbia Records’ nye direktør, Steven Greenberg, Nicks album. Mens Greenberg ikke kunne lide albummet, kunne han lide Nicks stemme. Efter at havde mødtes med Nick og at havde hørt sangen "Please Be Mine", skrevet og fremført at brødrene, skrev Columbia Records kontrakt med de tre som en gruppe. 

### It's About Time(2005–2006)
Efter at have skrevet kontrakt med Columbia, overvejede brødrene at kalde deres gruppe ”Sons of Jonas” før de besluttede sig for navnet ”Jonas Brothers.”
I løbet af 2005 havde Jonas Brothers været på adskillige tours, hvor de åbnede for forskellige artister heriblandt Kelly Clarkson, Jesse McCartney, the Backstreet Boys og The Click Five. De tilbragte den sidste halvdel af året på en anti-stof tour sammen med Aly & AJ og The Cheetah Girls. Ydermere åbnede de for The Veronicas i starten af 2006.
Brødrene samarbejde med adskillige folk til at skrive deres album med titlen It’s About Time, heriblandt Adam Schlesinger (Fountains of Wayne), Michael Mangini (Joss Stone), Desmond Child (Aerosmith, Bon Jovi), Billy Mann (Destiny's Child, Jessica Simpson) and Steve Greenberg. Albummet skulle oprindeligt være udgivet i februar 2006, men blev udskudt flere gange. Forsinkelse skyldtes ledelsesmæssige ændringer hos Sony (Columbias moderselskab) og ledelsens ønske om at havde endnu en lead single på albummet. Til albummet lavede Jonas Brothers coveres af to hit sange fra det engelske band Busted – "Year 3000" og "What I Go to School For".
The Jonas Brothers' første single "Mandy", blev udgivet i d. 27 december, 2005. Musikvideoen blev vist på MTVs Total Request Live 22. februar 2006 og blev nummer fire. En anden sang Time for Me to Fly, blev udgivet på sountracket til Aquamarine, også i februar. I marts var sangen "Mandy" med i Nickelodeon tv-filmen "Zoey 101: Spring Break-Up" og "Zoey 101: Music Mix" soundtrack album, med Nicholas Jonas som artist. Gruppens musik var også med på "Cartoon Network"s "Cartoon Cartoon Friday". Bandet lavede et cover af sangen "Yo Ho (A Pirate’s Life for Me" fra "Pirates of the Caribbean" til "DisneyMania 4" albummet, der blev udgivet 4. april 2006. I løbet af sommeren 2006 var Jonas Brothers på tour med Aly & AJ. The Jonas Brothers lavede også kendingsmelodien til den anden sæson af "American Dragon Jake Long", der blev vist fra juni 2006 til september 2007 på Disney Channel i USA.
It’s About Time blev endelig udsendt 8. august 2006. Ifølge bandets manager var det kun en ”begrænset udgivelse” på 50.000 eksemplarer, så man kan byde på albummet på auktionshjemmesider, såsom eBay for op til $200-$300 amerikanske dollars. Fordi Sony ikke var interesseret i at promovere bandet yderligere, overvejede Jonas Brothers at skifte selskaber.
Den 3. oktober 2006 blev Nicks 2004 solosingle, "Joy to the World (A Christmas Prayer)", genudgivet på Joy to the World: The Ultimate Christmas Collection. I oktober lavede Jonas Brothers også et cover af sangen "Små Ulyk’lige Pus" fra Disney filmen "Den Lille Havfrue" fra 1989. Sammen med musikvideoen blev sangen udgivet på en to disk special-udgave af soundtracket til "Den Lille Havfrue". Den anden single fra It's About Time var Year 3000. Sangen blev populær på Radio Disney, og musikvideoen debuterede på Disney Channel i januar 2007.
Bandet blev til sidst droppet af Columbia Records i starten af 2007.

### Jonas Brothers(2007–2008)
Efter kortvarigt at havde være uden pladeselskab, skrev Jonas Brothers kontrakt med Hollywood records i februar 2007. Omtrent samtidig begyndte brødrene at være med i reklamer for Baby Bottle Pop, hvor de synger jinglen.  Den 24. marts udkom to andre sange på to forskellige albums: Kids of the Future fra Disney Filmen Familien Robinson (baseret på Kim Wildes Kids in America), og I Wanna Be Like You fra DisneyMania 5.
Jonas Brothers optrådte første gang i Det Hvide Hus 9. april 2007 under det årlige White House Easter Egg Roll, hvor de sang nationalsangen.  De vendte tilbage 27. juni 2007 under en Celebrating Women in Sports Tee Ball game på den sydlige plæne. De sang nationalsangen, og efter kampen underholdte Jonas Brothers picnic receptionen med et udvalg af deres hits.
Deres andet album Jonas Brothers blev udgivet 7. august, 2007. Albummet opnåede en 5. plads på Billboard Hot 200 hitlisten i løbet af den første uge. To singler med musikvideo blev også udgivet omkring samtidig – "Hold On" to uger før, og "SOS" fire dag før udgivelsen af albummet.
I august, optrådte Jonas Brothers flere gange i TV. Den 17. august var de gæstestjerne i et afsnit af Disney serien "Hannah Montana" med titlen "Me and Mr. Jonas and Mr. Jonas and Mr. Jonas". De optrådte også med sangen "We Got The Party" sammen med Miley Cyrus i afsnittet, som havde premiere efter "High School Musical 2" og blev set af 10,7 millioner seere den aften. Den 24. august optrådte Jonas Brothers med to sange ved Miss Teen USA konkurrencen. Den efterfølgende dag, vistes Disney Channel Legenes afslutningsceremonien, med en optræden af Jonas Brothers. Legene blev optaget 27. april 2007 i Orlando, Florida. Den 26. august præsenterede Jonas Brothers sammen med Miley Cyrus en pris ved Teen Choice Awards.
Den 18. november 2007 optrådte de ved American Music Awards, hvor de spillede sangen "S.O.S.". Den 22. november var brødrene med i den 81. Årlige Macy’s Thanksgiving Day Parade. Brødrenes sidste optræden i 2007, var da de optrådte med singlerne "Hold On" og "S.O.S." ved Dick Clark's New Year's Rockin' Eve.
Jonas Brothers sparkede deres Look Me In The Eye tour i gang 31. januar 2008 i Tuscon, Arizona. De optrådte med adskillige nye sange, der kom med på deres tredje studiealbum A Little Bit Longer.

### A Little Bit Longer(2008-2009)
The Jonas Brothers' tredje studiealbum, A Little Bit Longer, blev udgivet i USA 12. august 2008 med CDVU+ teknologi, ligesom deres andet album, Jonas Brothers. Den 24. juni 2008 annoncerede iTunes, at de ville udgive fire sange fra A Little Bit Longer, en ca. hver anden uge. Hver sangudgivelse havde også en podcast. Rækkefølgen: Burnin’ Up (24. juni); Pushin’ Me Away (15. juli); Tonight (29. juli) og A Little Bit Longer (5. august). Alle sangene lå nummer 1 på iTunes i mindst tre dage.
Efter at Look Me In The Eyes-touren endte 22. marts 2008 annoncerede Jonas Brothers, at de skulle åbne for Avril Lavignes Best Damn Tour sammen med Boys Like Girls, men kun i anden halvdel af touren i Europa, der varede fra slutningen af maj til slutningen af juni 2008.
Mens de filmede Camp Rock, hjalp Jonas Brothers deres med-Disney Channel stjerne og nære ven, Demi Lovato med at skrive og producere hendes album, Don’t Forget. Lovato ændrede nogle af sine sange for at give det Disney Signaturen. ”Jeg (Lovato) har en tendens til at skrive sange der er en smule mere intense og mindre fængende, og jeg har brug for hjælp til at skrive catchy sange,” sagde hun, og tilføjede at albummet også har et gæste sted fra formanden fra Rooney Robert Schwartzman. ”So det er der de kom ind i billedet. Jeg har puttet meget af mine musikalske input og test ind i disse sange, og de har bare hjulpet mig med hooks og sådan ting (”I (Lovato) tend to write songs that are, I guess, a little bit more intense and less catchy, and I needed help writing catchy songs," she said, adding that the album also features a guest spot from Rooney frontman Robert Schwartzman. "So that's where they came in. I put a lot of my musical input and lyrics into these songs, and they just helped me with hooks and stuff like that.”) 
”Jeg er mere en sangskriver, hvis ting ikke ville komme på et Disney album. Det er for mørkt..” (”I'm more of a writer whose stuff wouldn't make it on a Disney album. It's too dark...”  Albummet blev udgivet 23. september 2008. Brødrene hjalp også med at producere Lovatos album.
Soundtracket til Camp Rock blev udgivet 17. juni 2008. Albummet debuterede på en tredje plads på Billboard 200 med 188.000 solgte eksemplarer i løbet af den første uge. 
I løbet af sommeren 2008 påbegyndte Jonas Brothers deres Nord Amerika tour, Burning Up Tour, hvor de promoverede A Little Bit Longer og Camp Rock Soundtracket, og optrådte med sange fra de tidligere albums. Touren blev sparket i gang 4. juli 2008 i Molson Amphitheatre i Toronto, Ontario. Et film hold, der kan optage 3D film, filmede de to shows i Anaheim, Californien 13. og 14. juli med Taylor Swift, der sang et par singler fra sit album, Taylor Swift, til en biograf film, der blev udgivet i biografer, som en 3D koncert film d. 22. februar, 2009. d. 14. juli, fortalte Nick Jonas på scenen, at bandet allerede havde skrevet fem sange til deres fjerde album (det tredje hos Hollywood Records).
Bandet var med i juli 2008 nummeret af det amerikanske blad Rolling Stones Magazine og blev det yngste band der har været på forsiden af bladet.
Jonas Brothers besøgte downtown Cleveland Ohios Rock and Roll Hall of Fame før deres udsolgte koncert den aften 22. august 2008 i Blossom Music Center. Bandet viste det tøj de havde på til omslaget af deres album A Little Bit Longer til Jim Henke, vicepræsident for Rock and Roll Hall of Fame. Tøjet er en del af ”Right Here, Richt Now!” udstillingen, der indeholder nogle af nutidens mest populære artister.
I december 2008 blev Jonas Brothers nomineret til en Grammy for Bedste Nye Artist, ved den 51. Grammy uddeling.
Det er for nylig blevet bekræftet, at brødrene vil samarbejde med R&B produceren Timbaland på en sang kaldet ”Dumb” til hans nye album ”Shock Value 2” .
I et interview fortalte Chris Brown JustJared.com, at han samarbejder med Jonas Brothers. Brown sagde ”Jeg laver muligvis noget med dem. Hvis de vil have mig på pladen, vil jeg blive på pladen, men jeg ville bare gerne skrive en plade for de fyre.” (”I'm possibly doing something with them. If they want me on the record, I'll stay on the record, but I just wanted to write a record for those guys.”)
Jonas Brothers optrådte som musikalsk gæst i Saturday Night Live 14. februar. Dette var deres SNL debut.

### Lines, Vines and Trying Times(2009–i dag)
Brødrene udgav deres fjerde studiealbum, Lines, Vines and Trying Times 16. juni 2009. De begyndte at snakke om albummet i begyndelsen af 2009. De sagde ved flere lejligheder, at de var begyndt at arbejde på at skrive og indspille sange siden deres Burnin’ Up Tour i midten af 2008.
Den 11. marts 2009 fortalte Jonas Brothers, at deres fjerde album, Lines, Vines and Trying Times, ville blive udgivet 15. juni 2009. Nick sagde om albummet titel i et interview med Rolling Stone at ”Linjer (Lines) er noget man siger til folk, altså løgne, ranker (vines) er ting der kommer i vejen, og prøvende tider (trying times), det er åbenlyst.” (”Lines are something that someone feeds you, vines are the things that get in the way, and trying times, well, that's obvious”.) Brødrene siger til deres fans, at de skal forvente mere ultra-catchy pop-agtige sange som den nye sang ”Poison Ivy”, en Weezer-ish sang om en giftig pige du ikke kan modstå. Nick Jonas fortalte Billboard: ”Vi forsøger at lære så meget vi kan, at blive ved med at vokse/udvikle os” Kevin tilføjede: ”Den overordnede besked er, at det er det samme gamle Jonas Brothers, på en måde, men vi tilføjer mere og mere musik, blandt andet forskellige musik instrumenter, som vil tilføje til og bygge den lyd vi allerede har.” Nick sagde også at sangene på albummet er ”vores dagbog i sange, om alle de ting vi kommer igennem, personlige oplevelser vi får inspiration fra. Vi har også arbejdet på at bruge metaforer… for på en måde at maskere en bogstavelig ting der er sket for os.” (”We're trying to learn as much as we can, continuing to grow.” ”The overall message is its the same old Jonas Brothers, in a sense, but we're adding more and more music, including different musical instruments that are going to add and build to the sound we already have.” ”our journal in songs, about all things we've gone through, personal experiences we get inspiration from. We've also been working on trying to use metaphors.. to kind of mask a literal thing that happens to us.”) 
Bandet annoncerede også 11. marts 2009 at de vil på begynde en Jonas Brothers-verdensturné i midten af 2009. Lines, Vines and Trying Times blev deres andet nummer 1 album. Selvom albummet debuterede som nummer 1, faldt det til nummer 2 da Black Eyed Peass album The E.N.D. debuterede.
Bandet annoncerede på deres Myspace blog at de havde startet et pladeselskab og bekræftede at Honor Society vil udgive deres album hos dette selskab.
De annoncerede også at efter den amerikanske del af deres verdens tour, ville de begynde at filme Camp Rock 2.

## Skuespil

### Tidligt Arbejde
Jonas Brothers havde deres skuespils debut i anden sæson af Disneys populære serie Hannah Montana, hvor de var gæstestjerne i episoden Me and Mr. Jonas and Mr. Jonas and Mr. jonas.
Kort tid efter, samarbejdede de med Miley Cyrus igen da de var med i hendes 3D Koncert Film, Hannah Montana & Miley Cyrus: Best of Both Worlds Concert, hvor de havde været opvarmningsband mens de var på tour med Cyrus.
Mens de var på deres Look Me in the Eyes Tour filmede Jonas Brothers en Disney Channel reality kort serie, med titlen Jonas Brothers: Living the Dream, den havde premiere på Disney Channel 16 maj, 2008. Showet, der kørte indtil 5. september 2008 dokumenterede deres liv, mens de var på tour. Det viste klip fra bandets prøver, rejsen, optrædener, undervisning og deres privatliv med deres familie og venner.
Jonas Brothers var med i en Disney Channel special, med titlen Studio DC: Almost Live, en speciel halvtimes varietets show med The Muppets og Disney Channel stjerner. Jonas Brothers havde også været med i den olympisk baserede miniserie Disney Channel Legene.

### 2008-i dag
Bandet havde deres film debut i Disney film Camp Rock hvor de spillede et band kaldet Connect Three. Joe Jonas spiller den mandlige hovedrolle og forsangeren Shane Gray; Nick Jonas spiller rollen Nate en guitarist; og Kevin Jonas spiller rollen Jason, der også er guitarist. Filmen havde premiere 20. juni i USA på Disney Channel og Canada på kanalen Family.
Disney Book Group udgav en eksklusiv behind-the-scenes bog fra Jonas Brothers der delte aldrig før sete billeder sammen med eksklusive kommentarer. Bogen blev udgivet i efteråret 2008 og gav fans et backstage glimt af brødrene.
Et Disney Digital 3-D produktions hold filmede de to koncerter der blev spillet i Anaheim, Californien 13. og 14. juli 2008, disse optagelser blev vist i biografer som Jonas Brothers: The 3D Concert Experience 27. februar 2009.
I april 2009 blev Jonas Brothers færdige med at filme den første sæson af deres Disney Channel serie Jonas. Serien blev skabt af Michael Curtis (fra ”Phil og the Future” og ”Friends”) og Roger S.H. Schulman (”Shrek”) og indstrueret af Jeremiah S. Chechik (”National Lampoon’s Christmas Vacation”, ”The Bronx Burning”). Det oprindelige show handlede om et teenage rockband (Jonas Brothers), der levede doblet liv som statsligt ansatte spioner. Efter det første afsnit var blevet sendt, blev plottet ændret og handler nu om et band bestående af tre brødre, som er nødt til at håndtere at være rosk stjerner samtidig med, at de prøver at leve et normalt liv. Serien havde premiere 2. maj 2009.
Efter succesen med Camp Rock, er en efterfølger underopsejling. Jonas Brothers vil vende tilbage som bandet Connect Three og deres lille bror Frankie Jonas forventes også at være med. Disney har bekræftet at de er i gang med at skrive manuskriptet, og vil begynde optagelserne i slutningen af foråret eller sommeren 2009.
Jonas Brothers havde deres debut på det hvide lærde som stemmerne for keruberne i 2009s Nat på museet 2. De vil også være med i ”Walter the Farting Dog”; lavet efter bestsellerserien af samme navn, skrevet af William Kotzwinkle og Glenn Murray. Det vil være en familie film med alle fire brødre på rollebesætningen.
Den 29. maj 2009 var Jonas Brothers med i en TV special på ABC kaldet ”Un-Broke: What You Need to Know About Money” (”Hvad Du Har Brug For At Vide Om Penge”, hvor de talte om vigtigheden af at forstå aktiemarkedet.
Den 7. juli 2009 fortalte Jonas Brothers at de havde skrevet kontrakt med Honor Society ved det pladeselskab de har startet sammen med Hollywood Records.
Den 12. maj 2023 udgav Jonas Brothers deres 6. album The Album (en). 

## Privatliv
Jonas Brothers er kendt for deres familievenlige image, og brødrene er alle sammen engagerede evangelister. Deres far er en forhenværende præst for Assembly of God kirken, og de blev hjemmeundervist af deres mor. Der ud over, for at vise deres løfte om ikke at have sex før ægteskabet, bærer de alle en ”renhedsring” (Purity rings) på deres venstre ringefinger. Joe har sagt, at ringene symboliserer ”et løfte til os selv og til Gud at vi vil være rene indtil ægteskab,” og Nick har sagt, at ringene er ”bare en af vores måder, at på en måde at være anderledes end alle andre derude.” (”a promise to ourselves and to God that we'll stay pure till marriage,” ”just one of our ways of kind of like being different than everybody else out there”) De begyndte at bærer ringene da deres forældre, Denise og Kevin Sr., spurgte dem om de ville. Det rapporteres at de også afholder sig fra alkohol, tobak og andre stoffer. De er af italiensk, irsk, tysk og Cherokee indiansk afstamning.
Russell Brand gjorde nar af deres purity rings under 2008 MTV Video Music Awards. Brand holdt en sølv ring op, og påstod at han havde afhjulpet en af brødrene med hans uskyld, , og sagde: ”Godt gjort Jonas Brothers. Hver bærer de en ring for at sige at de ikke vil have sex; jeg ville tage dem mere alvorligt hvis de bar dem omkring deres kønsorganer.” (”Well done the Jonas Brothers. Each wear a ring to say they are not going to have sex; I'd take them more seriously if they wore it around their genitals.”)  Brand blev senere kritiseret og undskyldte for sin kommentarer.
Efter bandets breakup i 2013 gik de alle deres egne veje. Kevin fokuserede på hans familie og sammen med konen Danielle Jonas (g. 2009) fik han to døtre, Alena og Valentina. Joe fandt sammen med bandet DNCE, og sammen lavede de hits som "Cake by the ocean" og "Toothbrush". Han blev i 2019 gift med den britiske skuespiller Sophie Turner, som er mest kendt for hendes rolle som Sansa Stark i hit-serien Game of Thrones. Parret blev gift af flere omgange. Først i Las Vegas efter Billboard Music Awards, hvor drengene spillede. Her blev det hele livestreamet via. Instagram af amerikanske Diplo. De havde senere på året en mere privat ceremoni i Frankrig, hvor Diplo eftersigende fik frataget sin telefon, så han ikke kunne livestreame igen. Nick brugte tiden alene på at blive en soloartist. Her udgav han hits som "Jealous" og "Close". I december 2018 blev han gift med den indiske skuespiller mm. Priyanka Chopra Jonas. Dette foregik i Indien, og der blev, også her, holdt flere ceremonier, for at fejre kærligheden. 

### Filantropi
Jonas Brothers tjente omkring $12 millioner i 2007, og har doneret 10% af deres indkomst til deres velgørenhed, ”Change for the Children Foundation” . ”Change for the Children Foundation” er en fond stiftet af Jonas Brothers, hvor bidragydere donerer til velgørenheder og steder så som ”Nothing But Nets”, ”American Diabetes Foundation”, ”St. Jude Children’s Research Hospital”, ”Children’s Hospital Los Angeles” og ”Summer Stars: Camp for the Performng Arts”. Bandet udtalte at:

Vi startede Change for the Children Foundation for at støtte projekter der motiverer og inspirerer børn til at møde forskellighed med selvtillid, beslutsomhed og en vilje til at opnå succes. Og vi mener, at dem der er bedst til at hjælpe børn er deres ligesindede – børn der hjælper andre børn, der er ringere stillet end dem selv
(We started The Change for the Children Foundation to support programs that motivate and inspire children to face adversity with confidence, determination and a will to succeed. And we think the best people to help children are their peers -- kids helping other kids who are a little less fortunate.”

Siden 6. august 2008 har Bayer Diabetes Care haft Nick Jonas som en diabetesambassadør for at promovere idéen til unge mennesker om at tackle deres diabetes, efter som Nick fik konstateret diabetes da han var 13 år gammel. Nick vidnede i det amerikanske senat for at promovere flere penge til forskning af diabetes.

### Medlemmer
- Paul Kevin Jonas (II) (f. 5. november 1987) – Guitarist (normalt en Gibson Les Paul), baggrunds vokal, og klaver på sangen ”Turn Right”. Han er den ældste i bandet, går under navnet Kevin i stedet for Paul. Kevin hjalp med at producere bandets CD med titlen ”Jonas Brothers”
- Joseph Adam Jonas (f. 15. august 1989) – Forsanger, perkussion, guitar (på sangene ”Please Be Mine”, ”A Little Bit Longer” og ”Love Is On Its Way”) og keyboard på sangene ”Year 3000” og ”Hold On”. Joe havde oprindeligt ingen intentioner om at blive sanger.
- Nicholas Jerry Jonas (f. 16. september 1992) – Forsanger, rytme guitar (Normalt en Gibson SG i den originale rød bejdsede farve), klaver på sangene ”When You Look Me in the Eyes”, ”A Little Bit Longer”, ”Love Is On Its Way”, ”Fly With Me”, ”Much Better”, ”Black Keys” og trummer på sangene ”Australia”, ”Can’t Have you”, ”Sorry”, ”Video Girl”, ”What Did I Do To Your Heart”, ”Hey Baby”!, ”Keep It Real” og ”On The Line” af Demi Lovato. Nick er den yngste bror i bandet. Den 16. november 2005 fik han diagnosticeret type 1 diabetes.[83]
- Franklin Nathaniel Jonas (f. 28. september 2000). Han er en tilbagevendende karakter i serien ”JONAS!”, og har måske en lille optræden i Camp Rock 2. [84]

### Backup Band
- John Taylor – Guitar. Bor i Los Angeles.
- Greg Garbowsky – Bassist. Har været sammen med brødrene siden de startede. Født og opvokset i New Jerecy. Har en blog hvor han skriver om livet på vejen med brødrene. [85]
- Jack ”Flawless Lawless” Lawless – Trommeslager og perkussion. Sluttede sig til bandet i starten af 2007. Født og opvokset i Monmouth County, New Jersey.
- Ryan Liestman – Keyboards

### Tidligere Medlemmer
- Alex Noyes – Trommer

## Diskografi
- 2006: It’s About Time
- 2007: Jonas Brothers
- 2008: A Little Bit Longer
- 2009: Lines, Vines and Trying Times
- 2023: The Album (en)

## Udgivelser
- Burning Up: On Tour with the Jonas Brothers (18. november 2008)
  - En behind the scenes bog, der dokumenterer Burnin’s Up Touren